# 长尖连蕊茶
长尖连蕊茶（学名：Camellia acutissima）为山茶科山茶属的植物。分布在中国大陆的广东等地，一般生于山谷疏林中，目前尚未由人工引种栽培。